# Nuporanga
Nuporanga é um município do estado de São Paulo, que faz parte da Região Metropolitana de Ribeirão Preto (RMRP). Sua população conforme o Censo 2022 IBGE era de 7.391 pessoas.
A cidade figura entre as cinco cidades com melhor qualidade de vida do Brasil. O município atingiu a nota 70,47 (em uma escala de 0 a 100) no Índice de Progresso Social (IPS), que leva em conta os seguintes fatores: necessidades humanas básicas, fundamentos do bem-estar e oportunidades.

## Toponímia
"Nuporanga", segundo Silveira Bueno e Eduardo de Almeida Navarro, é um vocábulo de origem tupi que significa "campo belo", pela junção de nhum (campo) e poranga (bonito).

## História
- Fundação: 9 de setembro de 1861

Os primeiros habitantes conhecidos da região atualmente ocupada pelo município de Nuporanga foram os índios caiapós. Estes foram expulsos da região a partir do século XVI pela atuação dos bandeirantes, que tinham, como objetivo, as minas de Goiás. Algumas fazendas da região, pertenceu ao grande fazendeiro Francisco Garcia Borges. Em 1909, retornou à condição de distrito: desta vez, vinculado ao município de Orlândia. Em 1926, readquiriu a condição de município autônomo.

### Submarino de Luís de Melo Marques
Nuporanga viveu uma grande epopeia nos primórdios do século XX (1901 a 1908). O seu intendente (prefeito) acabara de planejar e construir um modelo em miniatura de um novo submarino. O engenheiro Luiz de Mello Marques, ex-2º tenente da Armada, realizou duas experiências oficiais, bem sucedidas, com o submarino: uma ao tempo do presidente Campos Salles (1901), e a outra no governo Afonso Pena (1908), documentadas pelos jornais "New York Herald" e "The Washington Post".

## Geografia
Localiza-se a uma latitude 20º43'51" sul e a uma longitude 47º43'50" oeste. Possui uma área de 348,265 km².

### Hidrografia
- Rio Sapucaí
- Ribeirão do Agudo

### Rodovias
- SP-351

## Demografia

### População
| Crescimento populacional                             | Crescimento populacional | Crescimento populacional | Crescimento populacional |
| Ano                                                  | População Total          |                          | %±                       |
| ---------------------------------------------------- | ------------------------ | ------------------------ | ------------------------ |
| 1934                                                 | 7 925                    |                          | —                        |
| 1937                                                 | 8 473                    |                          | 6,9%                     |
| 1940                                                 | 6 743                    |                          | −20,4%                   |
| 1946                                                 | 6 214                    |                          | −7,8%                    |
| 1950                                                 | 6 443                    |                          | 3,7%                     |
| 1958                                                 | 6 009                    |                          | −6,7%                    |
| 1960                                                 | 5 681                    |                          | −5,5%                    |
| 1970                                                 | 5 676                    |                          | −0,1%                    |
| 1980                                                 | 5 062                    |                          | −10,8%                   |
| 1991                                                 | 5 789                    |                          | 14,4%                    |
| 2000                                                 | 6 309                    |                          | 9,0%                     |
| 2010                                                 | 6 817                    |                          | 8,1%                     |
| 2022                                                 | 7 391                    |                          | 8,4%                     |
| Est. 2024                                            | 7 550                    | [ 11 ]                   | 2,2%                     |
| Fontes: Censos Demográficos IBGE e Estimativas SEADE |                          |                          |                          |

## Política e administração

### Governo (2021/2024)
Prefeitura Municipal
- Prefeito: Daniel Melo Viana (PSDB)
- Vice-prefeito: Marcelo Piassa (PSDB)

Câmara Municipal
- Presidente: Victor Gabriel Vieira (Podemos)
- Vice-Presidente: Mônica Gera (Podemos)
- 1º Secretário: Haroldo Gera (PSDB)
- 2º Secretário: Claret Mafra Bocalão (PSDB)
- Antonio Sergio Anholeto (PSDB)
- Arildo Antonio Filtri - Petito (MDB)
- Jonas Tarcio de Souza (MDB)
- Patricia Monteverde de Barros (MDB)
- Rodrigo César Tavares Ambrozeto (PSDB)

## Economia
A economia do município é baseada na agricultura como o cultivo de cana-de-açúcar, soja, café entre outros. Também conta com uma unidade da Seara Alimentos/JBS Foods, uma unidade de beneficiamento de soja do grupo Brejeiro, com uma hidroelétrica do grupo Companhia Paulista de Força e Luz.

## Infraestrutura

### Comunicações
O sistema de telefones automáticos foi inaugurado na cidade pela Companhia de Telecomunicações do Brasil Central (CTBC), que também implantou o sistema de discagem direta à distância (DDD) em 1982 com o código de área (016).

## Religião
O Cristianismo se faz presente na cidade da seguinte forma:

### Igreja Católica
| Diocese           | Paróquia              |
| ----------------- | --------------------- |
| Diocese de Franca | Divino Espírito Santo |

A Paróquia Divino Espírito Santo foi criada no ano de 1874.

### Igrejas Evangélicas
Entre as igrejas protestantes históricas, pentecostais e neopentecostais, encontram-se na cidade:
- Assembleia de Deus Ministério do Belém.[21][22]
- Congregação Cristã no Brasil.[23]